# Cooroy
Cooroy – miasto w Australii, w stanie Queensland.